# Anarta lugens
Anarta lugens là một loài bướm đêm trong họ Noctuidae.